# 小長崎神社
小長崎神社（こながさきじんじゃ）は、鹿児島県鹿児島市福山町にある神社。旧社格は無格社。

## 祭神
大山祇神（一説には大山津神）を祀る。御神体は鏡。

## 沿革
日置市伊集院地域の古諏訪神社神社を勧請した神社。
創建年には複数説あり。例えば松元町教育委員会発行の「松元町郷土史」（平成16年増刷）によると「棟札に享保4年の記述があるため、これ以前には存在していたものと思われる」という趣旨の記述があるが、鹿児島県神社庁のホームページには「一説には1533年」とある。
小長崎神社と言う名称は長崎県長崎市の諏訪神社から分神されたことに由来するという説がある。

## 交通
- 鹿児島市コミュニティバスあいばす「小長崎神社前」停留所から100ｍ程。
- 薩摩松元駅から600ｍ程。